# Nadslav
Nadslav je malá vesnice, část obce Střevač v okrese Jičín. Nachází se asi 2 km na sever od Střevače. V roce 2009 zde bylo evidováno 36 adres. V roce 2001 zde trvale žilo 49 obyvatel.
Nadslav je také název katastrálního území o rozloze 5,83 km². V katastrálním území Nadslav leží i Štidla.

## Historie
První písemná zmínka o vsi pochází z roku 1340, kdy ji vlastnil Sdesso Straník ze Střevače a Nadslavi, totožný patrně se Zdenkem Straníkem, připomínaným roku 1361. Další písemná zpráva zmiňuje ves 10. dubna 1361, kdy je připomínán nadslavský plebán. Kostel byl postaven dříve, ještě v době kdy zde stál samostatný statek. Ves vlastnil v letech 1365–1379 Zdeněk z Nadslavi, který získal i Kopidlno, roku 1383 byl zmíňován také jeho stejnojmenný syn. Páni z Nadslavi a Kopidlna měli ve znaku černobílou kozlí hlavu, která je vyobrazena na sklomalbách ze druhé poloviny 14. století v nadslavském kostele.
Po roce 1387 byli potomci Zdeňka z Nadslavi ještě nezletilí. Jako správce Kopidlna, Nadslavi a Střevače působil Bohuněk Puklice z Frýdštejna. Petr z Kopidlna, vnuk Zdeňka staršího, je považován za zakladatele rodu Straníků z Kopidlna a na Střevači. Na základě náhrobních kamenů v nadslavském kostele zde byli členové rodu pohřbeni: Petr († 13. července 1494), Ludmila († 23. srpna 1517) a další, také poslední člen rodu Petr († 2. září 1580). V druhé polovině 19. století byly náhrobky vyzvednuty. Tři se ztratily a zbylé tři byly zazděny do hřbitovní zdi.
V roce 1584 koupil majetek Burián Trčka z Lípy, který prodal Střevač, Bystřici, Drahoraz a Únětice Jiřímu Pruskovskému z Pruskova a Nadslav, Dolany a Chyjice připojil ke svému velišskému panství. V roce 1642 bylo podle berní ruly v Nadslavi pět sedláků, tři chalupníci a jeden domkář. Podle tereziánského katastru z roku 1756 zde mělo svůj majetek různé velikosti na dvacet hospodářů. Rybníky užívala vrchnost a pastviny byly obecní. V roce 1790 měla ves osmnáct domů. Děti chodily do školy ve Střevači nebo do Štidly. V roce1811 byla otevřena škola v Nadslavi tehdy pro třicet žáků. Školní budovu postavila obec v roce 1830 na zbourané hospodě. Počet žáků rostl a v roce 1881 byla postavena nová škola, do které v roce 1890 chodilo sto deset žáků a škola byla rozšířena.
K roku 1835 zde stálo dvacet tři domů, ve kterých žilo sto třicet obyvatel. Také ves Štidla byla samostatná a patřila pod panství Veliš. Po roce 1850 byla Nadslav začleněna do politického a soudního okresu Jičín i s připojenou osadou Štidla. Žilo zde dvě stě čtyřicet šest obyvatel.
Silnice byla postavena do Nadslavi v roce 1888 a do Štidly v roce 1901. Ve stejném roce byl založen Sbor dobrovolných hasičů. Před rokem 1927 vznikl Spolek divadelních ochotníků. Na počátku 20. století byla ves známá sadařstvím a včelařstvím. Na počátku 20. století byly ve vsi dvě hospody, kupec a kovář. Během několika let se hostinští stali také kupci a přibyli i kováři. Během roku 1930 měla ves čtyřicet domů a sto šedesát čtyři obyvatel. Dne 14. června 1964 byla Nadslav připojena ke Střevači.

### Památky
- Kostel svatého Prokopa – postaven přibližně uprostřed obce v prostoru hřbitova po roce 1330. Stavitel byl Staník ze Střevače.
- Dřevěná zvonice – stojí proti vstupu do kostela.
- Ohradní zeď hřbitova – středověká zeď byla postavena z lomového zdiva. Na jižní a severní straně jsou branky s hranolovitými sloupky.
- Náhrobní kameny se dochovaly tři z let 1517, 1570 a 1580.[12]
- Zbytky valů zaniklé středověké tvrze Na vrchách

#### Galerie - roubené chalupy

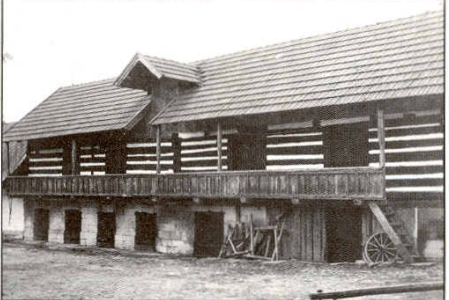
Špýchar chalupy, Nadslav čp. 24
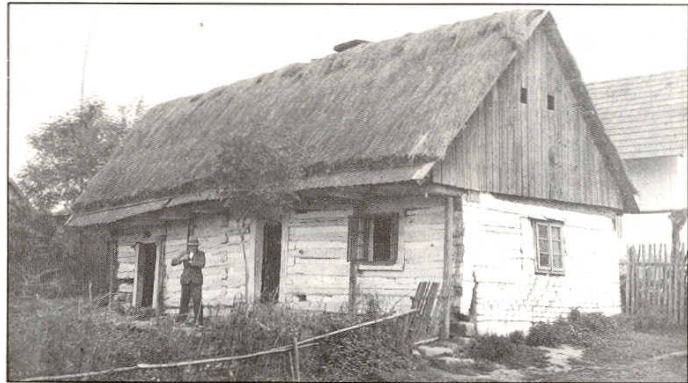
Pastouška, Nadslav čp. 13
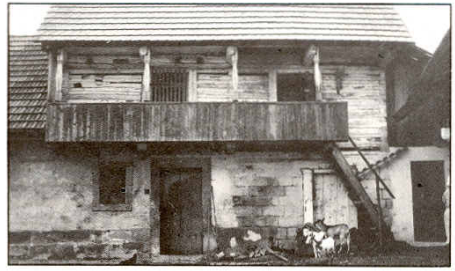
Špýchar a chlév chalupy, Nadslav čp. 21